# Yakovlev AIR-7
Yakovlev AIR-7 là một mẫu thử máy bay hiệu năng cao của Liên Xô trong thập niên 1930.

## Tính năng kỹ chiến thuật
Dữ liệu lấy từ OKB Yakovlev: A History of the Design Bureau and its Aircraft
Đặc tính tổng quan
- Kíp lái: 1
- Sức chứa: 1 hành khách
- Chiều dài: 7,80 m (25 ft 7 in)
- Sải cánh: 11,00 m (36 ft 1 in)
- Chiều cao: 3,10 m (10 ft 2 in)
- Diện tích cánh: 19,40 m2 (208,8 foot vuông)
- Kết cấu dạng cánh: Göttingen-436[2]
- Trọng lượng rỗng: 900 kg (1.984 lb)
- Trọng lượng có tải: 1.400 kg (3.086 lb)
- Động cơ: 1 × Shvetsov M-22 , 360 kW (480 hp)   [3]

Hiệu suất bay
- Vận tốc cực đại: 332 km/h (206 mph; 179 kn)
- Tầm bay: 270 km (168 mi; 146 nmi)
- Tầm bay chuyển sân: 1.300 km (808 mi; 702 nmi)
- Trần bay: 5.800 m (19.029 ft) [4]
- Thời gian lên độ cao: 3 phút lên độ cao 1.000 m (3.300 ft)[4]